# Écrainville
Écrainville és un municipi francès situat al departament del Sena Marítim i a la regió de Normandia. L'any 2007 tenia 1.013 habitants.

## Demografia

### Població
El 2007 la població de fet d'Écrainville era de 1.013 persones. Hi havia 373 famílies de les quals 66 eren unipersonals (35 homes vivint sols i 31 dones vivint soles), 138 parelles sense fills, 165 parelles amb fills i 4 famílies monoparentals amb fills.
La població ha evolucionat segons el següent gràfic:
Habitants censats

### Habitatges
El 2007 hi havia 406 habitatges, 377 eren l'habitatge principal de la família, 20 eren segones residències i 10 estaven desocupats. 399 eren cases i 3 eren apartaments. Dels 377 habitatges principals, 332 estaven ocupats pels seus propietaris, 39 estaven llogats i ocupats pels llogaters i 5 estaven cedits a títol gratuït; 1 tenia una cambra, 11 en tenien dues, 56 en tenien tres, 89 en tenien quatre i 219 en tenien cinc o més. 319 habitatges disposaven pel capbaix d'una plaça de pàrquing. A 127 habitatges hi havia un automòbil i a 224 n'hi havia dos o més.

### Piràmide de població
La piràmide de població per edats i sexe el 2009 era:
| Homes | Edats   | Dones |
| ----- | ------- | ----- |
| 0     | 95 o +  | 0     |
| 0     | 90 a 94 | 0     |
| 4     | 85 a 89 | 0     |
| 4     | 80 a 84 | 24    |
| 8     | 75 a 79 | 12    |
| 12    | 70 a 74 | 12    |
| 16    | 65 a 69 | 16    |
| 24    | 60 a 64 | 20    |
| 32    | 55 a 59 | 12    |
| 48    | 50 a 54 | 44    |
| 40    | 45 a 49 | 72    |
| 52    | 40 a 44 | 20    |
| 28    | 35 a 39 | 40    |
| 40    | 30 a 34 | 36    |
| 16    | 25 a 29 | 8     |
| 16    | 20 a 24 | 16    |
| 28    | 15 a 19 | 44    |
| 44    | 10 a 14 | 44    |
| 32    | 5 a 9   | 36    |
| 20    | 0 a 4   | 24    |

## Economia
El 2007 la població en edat de treballar era de 668 persones, 481 eren actives i 187 eren inactives. De les 481 persones actives 454 estaven ocupades (236 homes i 218 dones) i 27 estaven aturades (10 homes i 17 dones). De les 187 persones inactives 95 estaven jubilades, 53 estaven estudiant i 39 estaven classificades com a «altres inactius».

### Ingressos
El 2009 a Écrainville hi havia 380 unitats fiscals que integraven 1.049 persones, la mediana anual d'ingressos fiscals per persona era de 20.142 €.

### Activitats econòmiques
Dels 23 establiments que hi havia el 2007, 2 eren d'empreses alimentàries, 7 d'empreses de construcció, 2 d'empreses de comerç i reparació d'automòbils, 1 d'una empresa de transport, 1 d'una empresa d'hostatgeria i restauració, 4 d'empreses de serveis, 4 d'entitats de l'administració pública i 2 d'empreses classificades com a «altres activitats de serveis».
Dels 9 establiments de servei als particulars que hi havia el 2009, 1 era un taller de reparació d'automòbils i de material agrícola, 2 paletes, 3 fusteries, 2 electricistes i 1 empresa de construcció.
Dels 2 establiments comercials que hi havia el 2009, 1 era una botiga de menys de 120 m² i 1 una fleca.
L'any 2000 a Écrainville hi havia 16 explotacions agrícoles que ocupaven un total de 810 hectàrees.

## Equipaments sanitaris i escolars
El 2009 hi havia una escola elemental.

## Poblacions més properes
El següent diagrama mostra les poblacions més properes.